# Trostjanec' (Oblast' di Sumy)
Trostjanec' (in ucraino Тростянець?, in russo Тростянец?, Trostjanec) è una città dell'Ucraina (19 544 abitanti) situata nel distretto di Ochtyrka, nell'oblast' di Sumy. Ospita l'amministrazione della comunità territoriale di Trostjanec', una delle comunità territoriali dell'Ucraina.
Fino al 18 luglio 2020 Trostjanec' è stata il centro amministrativo del distretto di Trostjanec', abolito come parte della riforma amministrativa dell'Ucraina. L'area del distretto di Trostjanec' è stata trasferita al distretto di Ochtyrka.

## Geografia
Trostjanec' è situata sul fiume Boromlja, 59 km a sud di Sumy.

## Storia
Trostjanec' sorse nella prima metà del XVII secolo, durante una nuova ondata di migrazione di contadini e cosacchi dalla riva destra ucraina verso la Sloboda Ucraina. Il nome della città è associato al nome del fiume Trostjanka, che scorre nelle vicinanze.
Nel 1877, per ordine del ministro russo delle ferrovie, fu costruito a Trostjanec' il deposito di locomotive Smorodyne e furono acquistate 12 locomotive a vapore.
Il 12 luglio 1940 ottenne lo status amministrativo di città. Durante la seconda guerra mondiale Trostjanec' fu occupata dalle truppe dell'Asse dall'ottobre 1941 all'agosto 1943.
Nelle prime fasi dell'invasione russa dell'Ucraina, Trostjanec' - strategicamente situata tra le città di Sumy e Charkiv - fu attaccata dalle forze di Mosca e conquistata il 1º marzo 2022. La cittadina è stata liberata il 26 marzo dalla 93ª Brigata Meccanizzata ucraina. A causa dei violenti combattimenti, sono stati registrati numerosi danni alle abitazioni e alle infrastrutture.

## Monumenti e luoghi d'interesse
- "Cortile rotondo" (1749), neogotico;
- Chiesa dell'Annunciazione (1744–50) tardo barocca;
- Palazzo Golicyn, del XVIII secolo;
- Ninfeo, memoriale centenario del 1809 in ricordo della battaglia di Poltava.